# Goudkopmanakin
De goudkopmanakin (Ceratopipra erythrocephala; synoniem: Pipra erythrocephala) is een zangvogel uit de familie Pipridae (manakins).

## Verspreiding en leefgebied
Deze soort komt voor van Panama tot het Amazonebekken en telt drie ondersoorten:
- C. e. erythrocephala (Linnaeus, 1758): oostelijk Panama, noordelijk Colombia, Venezuela, de Guyana's en noordelijk Brazilië.
- C. e. berlepschi (Ridgway, 1906): het westelijk Amazonebekken.

## Status
De grootte van de populatie is niet gekwantificeerd maar de soort wordt omschreven als vrij algemeen. Op de Rode lijst van de IUCN heeft deze soort de status niet bedreigd.